# 聊斋 (2005年电视剧)
《聊斋》，又名《聊斋1》，是一部2005年首播的中国大陆神话题材古装玄幻剧，改编自清朝著名小说家蒲松龄所著短篇小说集《聊斋志异》。由于南昌影视创作研究所曾在20世纪90年代左右拍摄过两部聊斋系列剧（即1987年版《聊斋电视系列片》和1994年版《聊斋喜剧系列》），因此本剧又被称为新版《聊斋》。该剧由云南电视台和上海影视有限公司联合出品，刘阳、于建福执导，并由江华、曾黎、霍思燕、唐宁、林志颖、李冰冰、胡歌、杨幂、黄晓明、胡可、袁弘、杨丞琳等领衔主演。该剧是标准的单元剧，分为《陆判》、《阿宝》、《小倩》、《画皮》、《小谢和秋容》、《小翠》共六个单元，各单元独立成章，分别取材于原著中的六个小故事。
本剧的第一单元《陆判》于2004年9月6日在浙江横店影视城正式开机，随后相继完成《画皮》、《阿宝》、《小翠》等几个单元的拍摄，至11月下旬大致杀青（《小倩》单元迟至2005年初才补拍完成）。2005年12月13日，本剧在广东电视台珠江频道全国首播，2006年8月28日在安徽、云南、河南、重庆四家卫视（前三家为黄金档，重庆为十点档）上星播出。
本剧由上海影视有限公司和唐人影视联手打造，之后由于发生创作分歧，导致双方各自拍摄了续集，其中唐人电影拍摄了《聊斋奇女子》，而上海影视（包括后来的上海东锦文化传播有限公司）则相继拍摄了《聊斋2》、《聊斋3》、《聊斋4》等系列电视剧。台灣OTT由LiTV 線上影視全劇上架。

## 演员表

### 《陆判》
| 演員   | 角色   |
| 胡 可  | 张小曼 |
| 黄晓明 | 白扬   |
| 李立群 | 陆判   |
| 王禄江 | 朱尔旦 |
| 梅小惠 | 朱妻   |

### 《画皮》
| 演員   | 角色     |
| 曾 黎  | 梅三娘   |
| 江 华  | 王安旭   |
| 潘仪君 | 陈楚慧   |
| 萬妮恩 | 明霞公主 |
| 岳跃利 | 张道士   |
| 李 飞  | 史逸明   |

### 《小倩》
| 演員   | 角色   |
| 杨 幂  | 聂小倩 |
| 胡 歌  | 甯采臣 |
| 葛民辉 | 燕赤霞 |
| 楊明娜 | 姥姥   |
| 季晨   | 陳三泰 |

### 《小谢》
| 演員   | 角色   |
| 霍思燕 | 秋容   |
| 唐 宁  | 小谢   |
| 唐宸禹 | 陶望三 |
| 林立雯 | 姜芊芊 |
| 李 楠  | 田道士 |
| 海 波  | 姜侍郎 |

### 《小翠》
| 演員   | 角色   |
| 李冰冰 | 小翠   |
| 林志颖 | 王元丰 |
| 蔣 欣  | 畬姬   |

### 《阿宝》
| 演員   | 角色   |
| 杨丞琳 | 赵阿宝 |
| 袁 弘  | 孙子楚 |
| 張達明 | 柴少安 |
| 郑佩佩 | 苗婆婆 |

## 主创
- 制作人：李国立
- 导演：吴锦源、黄伟明、卫翰韬
- 联合摄制：
- 上海影视有限公司
- 上海益通文化传播有限公司
- 上海东锦文化传播有限公司
- 上海联林影视有限公司

## 作品的變遷
| 台灣 衛視中文台 每週一至五21:00-22:00 | 台灣 衛視中文台 每週一至五21:00-22:00 | 台灣 衛視中文台 每週一至五21:00-22:00 |
| ------------------------------------- | ------------------------------------- | ------------------------------------- |
|                                       | 聊齋 （2006.1.2 ~ 2006.2.21）         |                                       |
| 江山風雨情 （2005.11.7 ~ 2005.12.30） | 露露公主 （2006.2.22 ~ 2006.4.3）     |                                       |